# 雄霸天下
《雄霸天下》（英語：The Conqueror）是香港亞洲電視製作的劇集，於1982年10月1日首播，共30集。由姜大衛、劉志榮、陳秀雯等人主演。

## 劇情簡介
民初期間，華北地區軍閥割據，官府暴斂橫徵，盜賊如毛，民不聊生。一對沙煲兄弟李龍飛（姜大衛飾）及吳廣材（劉志榮飾），在混亂的時勢中掙扎，到後來吳廣材成為大帥，李龍飛成為黑幫首領。權勢的奪取，改變了人性，兄弟反目成對頭人，互相鬥爭，爭奪雄霸的地位。

## 演員表
- 姜大衛 飾 李龍飛
- 劉志榮 飾 吳廣材
- 陳秀雯 飾 趙月嬌
- 吳　回 飾 洪老頭
- 陳植槐 飾 陳半仙
- 朱德惠 飾 謝小三
- 伍永森 飾 魏成章
- 江　濤 飾 太子金
- 馮　真 飾 趙三嬸
- 孟　浪 飾 大舊
- 鮑漢琳 飾 吳有德
- 麥天恩 飾 劉漢彪
- 司馬華龍 飾 古大奎
- 黃植森 飾 胡二
- 朱承彩 飾 沈五娘
- 周麗娟 飾 古金花
- 鄧緣茵 飾 小虹
- 關偉倫 飾 馮志強
- 容惠雯 飾 紅姑
- 譚德成 飾 劉漢彪手下

## 外部連結
- 前港督尤德爵士伉儷參觀亞視，並與《雄霸天下》一劇演員合照